# Anyphaena accentuata
Anyphaena accentuata là một loài nhện trong họ Anyphaenidae.
Loài này thuộc chi Anyphaena. De gestipte struikspin được Charles Athanase Walckenaer miêu tả năm 1802.

## Hình ảnh

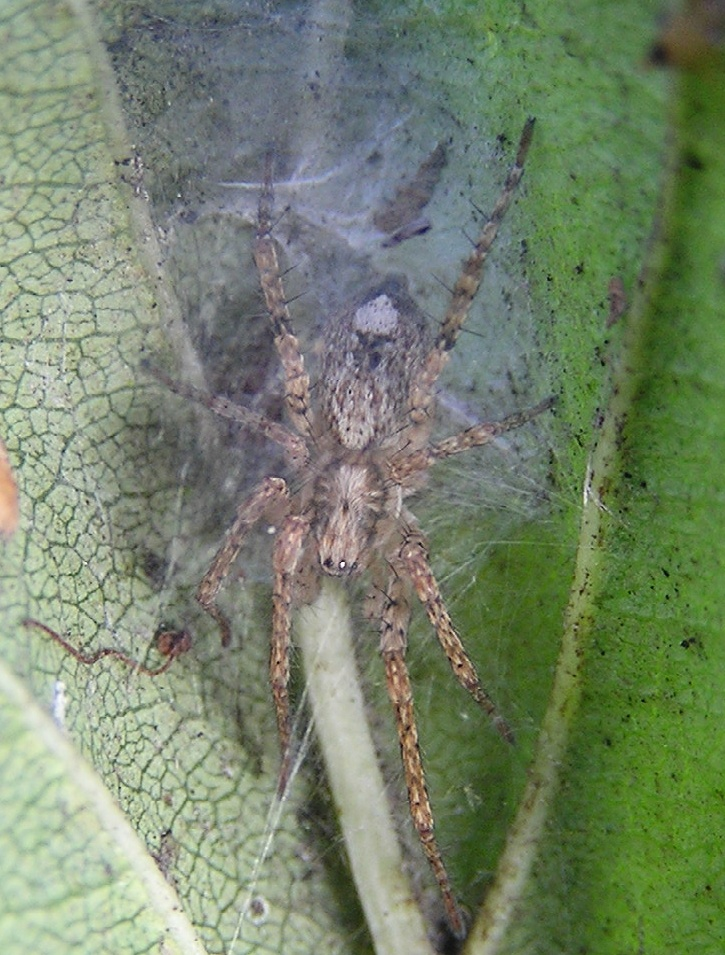
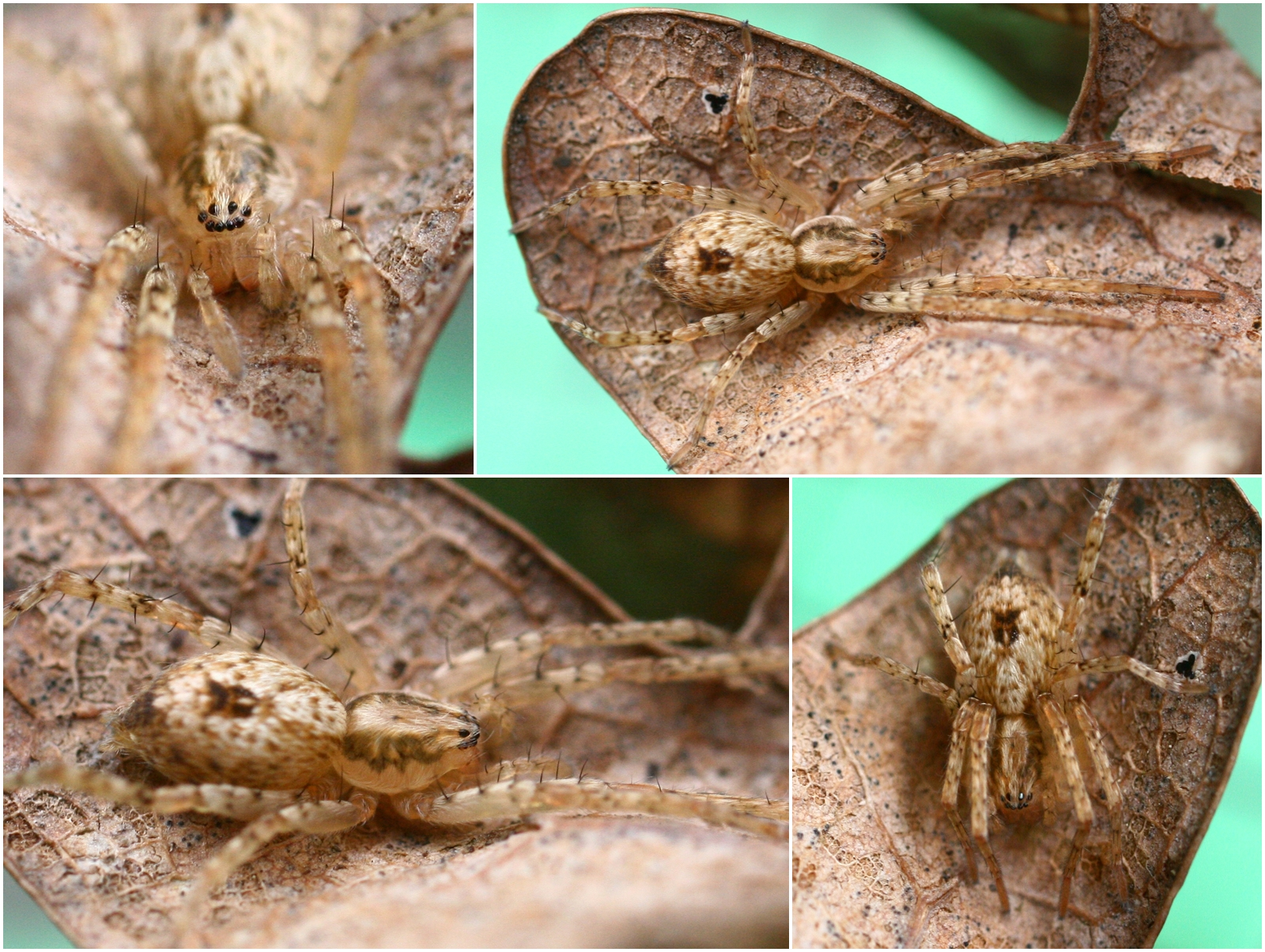
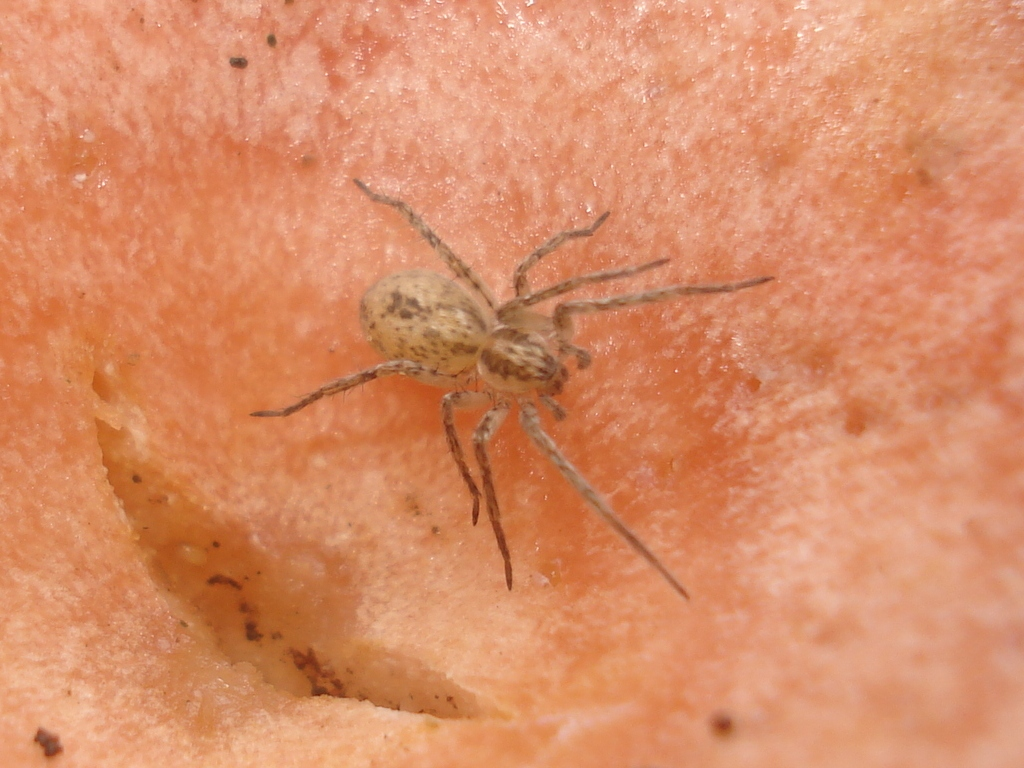